# Scène ouverte

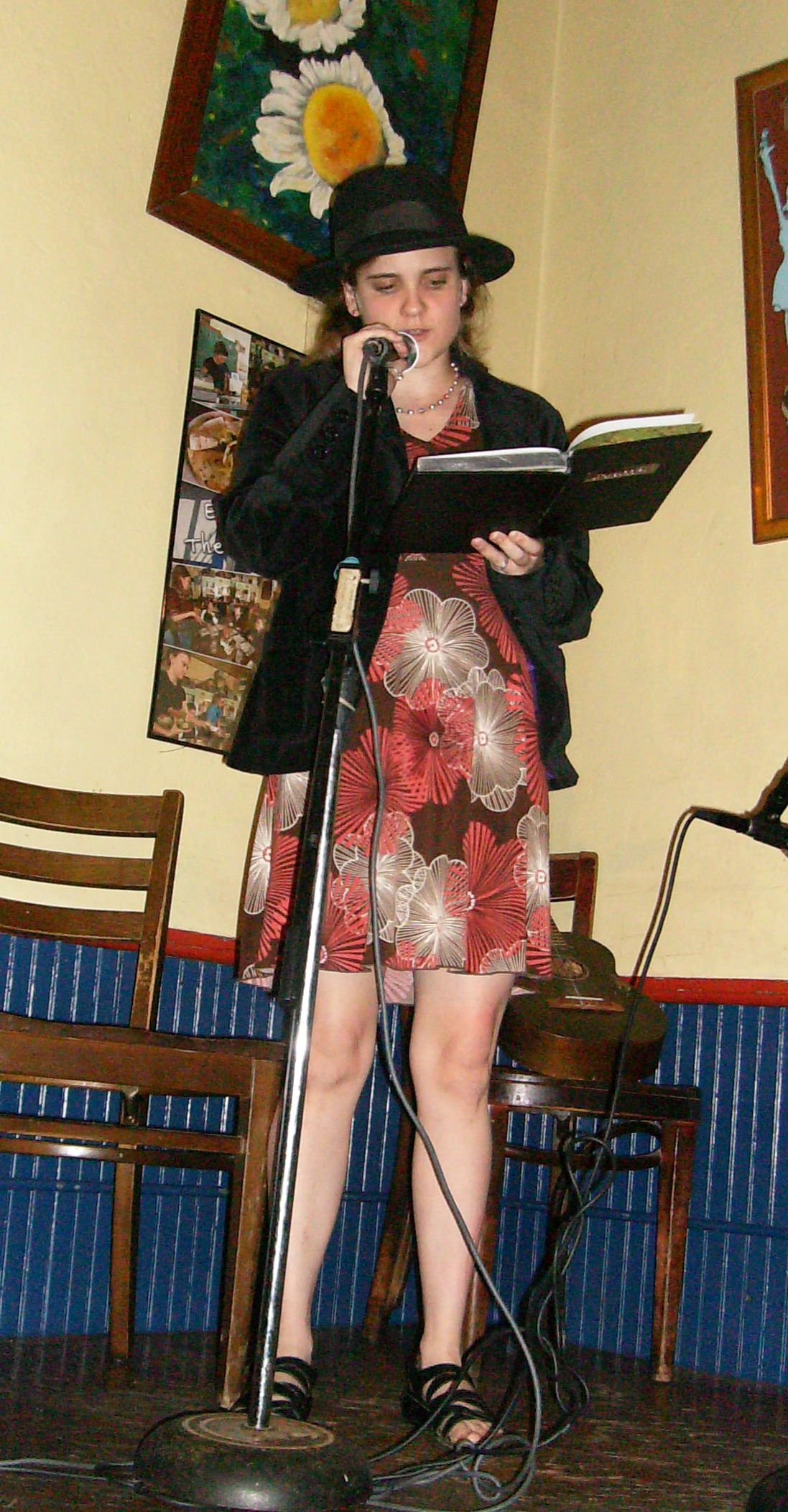
Une jeune femme lit ses propres poèmes à l'« open mic » du Little Grill Collective à Harrisonburg (Virginie).

Une scène ouverte, une scène libre (parfois appelée open mic, par anglicisme) est une scène ouverte à tous moyennant ordinairement une inscription auprès de l'organisateur, qu'il s'agisse d'une performance humoristique, musicale, ou poétique. Ces espaces destinés aux amateurs comme aux professionnels se trouvent généralement dans des cafés, pubs, nightclubs, strip clubs ou comedy clubs. Ils offrent la possibilité aux débutants de se confronter à un public, et aux professionnels d'évaluer la popularité de leurs dernières œuvres.
La « scène ouverte » se distingue du « plateau d'artistes », qui est plus sélectif.

## Organisation
Les participants qui se sont inscrits au préalable, se voient ordinairement attribuer un créneau de quelques minutes, pour chanter une ou deux chansons, voire plus, lire des poèmes par exemple, le maître de cérémonie est  souvent le propriétaire des lieux, ou des musiciens organisateurs.

## Modèle économique
Le spectacle est gratuit. Ni le participant, ni le propriétaire n'est directement rémunéré. Il est cependant parfois fait appel à la générosité des spectateurs. Le propriétaire quant à lui se paye ordinairement sur les consommations des spectateurs. Il peut d'ailleurs demander au participant de venir accompagné.

## Équipement
Les scènes ouvertes sont équipées d'un Public Address, typiquement :  
- un microphone,
- un amplificateur,
- deux caissons de haut-parleurs médiums et aigus (tweeter),
- deux petits caissons de basse (subwoofer) de 15 ou 18 pouces.

## Types

### Musique
De nombreux artistes aujourd'hui reconnus, comme Eminem, Lady Gaga ou le français Grand Corps Malade, ont fait leurs premières années au cours de telles soirées. 